# Alba (Michigan)
Alba – jednostka osadnicza w Stanach Zjednoczonych, w stanie Michigan, w hrabstwie Antrim.